# Jamba (pomme)
 (janvier 2012).
Si vous disposez d'ouvrages ou d'articles de référence ou si vous connaissez des sites web de qualité traitant du thème abordé ici, merci de compléter l'article en donnant les références utiles à sa vérifiabilité et en les liant à la section « Notes et références ».
Jamba (synonyme : Jamba 69) est un cultivar de pommier domestique originaire d'Europe.

## Description du fruit
- Couleur de l'épiderme :
- Calibre :
- Chair :

## Origine
Allemagne, Europe.

## Parenté
Obtenue par sélection de croisements Melba x James Grieve.

## Pollinisation
- Floraison : groupe C, mi-saison.
- S-génotype :
- Sources : la variété est pollinisée par Transparente blanche, Cox, Ingrid Marie.

## Culture
- Maturité:
- Conservation: